# Sara Matthieu

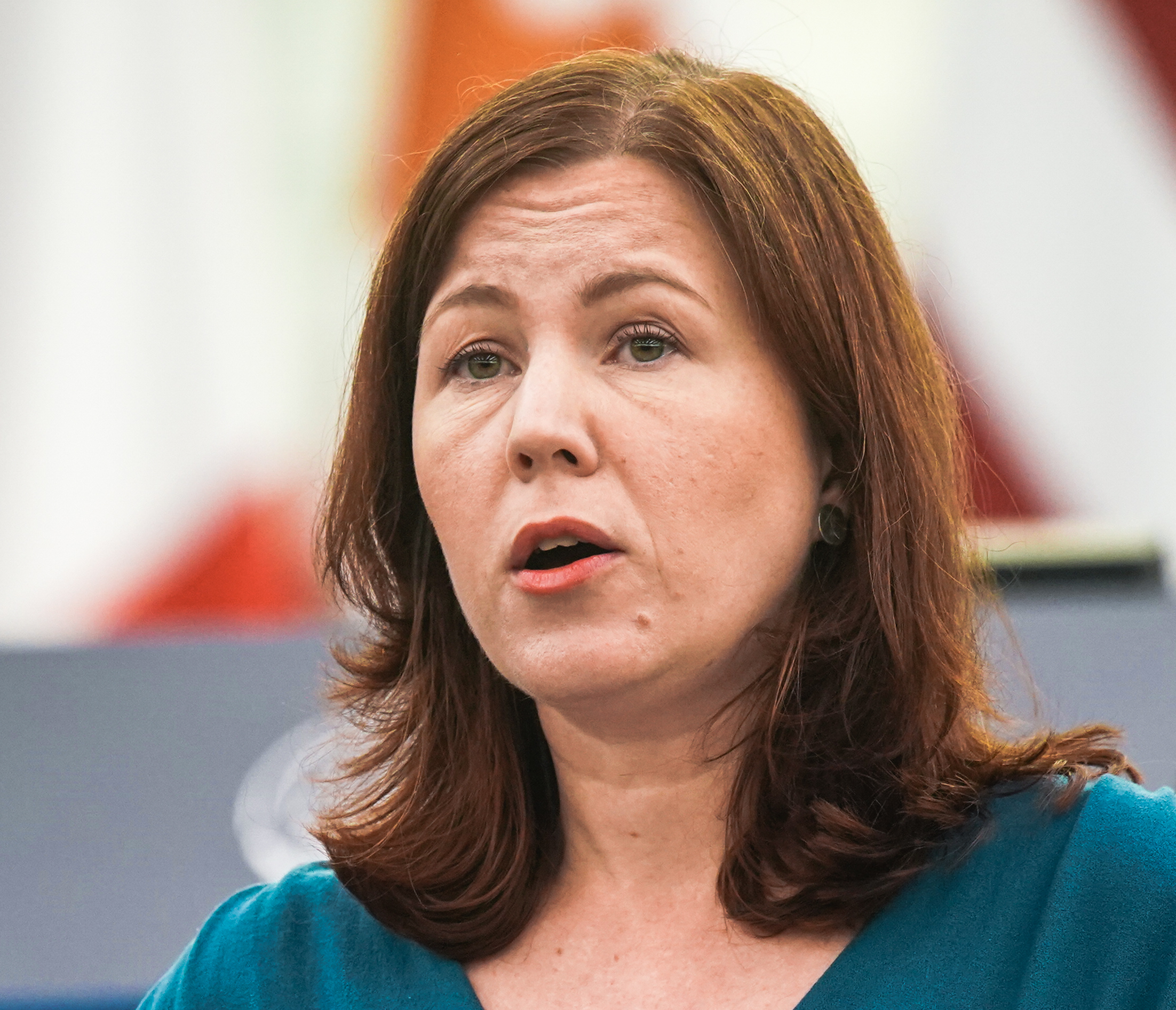
Sara Matthieu, 2022

Saraswati (Sara) Devi Matthieu (Aalst, 21 mei 1981) is een Belgisch politica voor Groen.

## Biografie
Sara Matthieu groeide op in Aalst. Haar ouders waren allebei politiek actief voor de ecologische partij Agalev, de voorloper van Groen; haar vader was kabinetsmedewerker van federaal minister Magda Aelvoet en haar moeder Greet Buyle zetelde van 1991 tot 1995 in de Senaat.
Ze volgde middelbaar onderwijs aan het Koninklijk Lyceum van Aalst en studeerde vervolgens tot 2003 moraalwetenschappen aan de Universiteit Gent (UGent). Daarna behaalde ze aan dezelfde universiteit in 2005 nog een Master of Arts in vergelijkende cultuurwetenschappen.
Matthieu engageerde zich al op jonge leeftijd voor Agalev en Groen. In 1999 was ze medestichter van de jongerenafdeling van Agalev in Aalst en tijdens haar studies aan de UGent stichtte ze ook een Agalev-afdeling, evenals de groene studentenvereniging Groene Alternatieve Studenten. Tot 2005 was Matthieu bestuurslid van Jong Agalev en opvolger Jong Groen, waarvan ze van 2001 tot 2002 woordvoerder was, en van 2002 tot 2005 was ze tevens afgevaardigde van de jongerenafdeling bij de Federatie van Jonge Europese Groenen. Daarna was ze van 2006 tot 2007 en van 2010 tot 2012 lid van de raad van bestuur van de Gentse afdeling van Groen en van 2007 tot 2010 lid van het Oost-Vlaamse Groen-bestuur, waardoor ze ook in het nationaal partijbestuur van Groen zetelde. Van 2007 tot 2012 vertegenwoordigde Matthieu Groen ook bij de Europese Groene Partij. Van 2012 tot 2015 behoorde ze tot het bestuur van de Europese Groenen en in dezelfde periode maakte ze deel uit van het bestuur van Global Greens, een internationaal netwerk van groene partijen en bewegingen.
Van 2006 tot 2010 werkte Matthieu bij natuurvereniging Natuurpunt, waar ze zich bezighield met campagnemanagement en vrijwilligersondersteuning. Nadien was ze van 2010 tot 2013 politiek adviseur op het kabinet van Bruno De Lille, toenmalig staatssecretaris in de Brusselse Hoofdstedelijke Regering. Van 2013 tot 2014 was ze kabinetschef van De Lille en daarna was ze van 2015 tot 2016 wetenschappelijk medewerker op de studiedienst van Groen, waar ze werkte rond de thema's mobiliteit en ruimtelijke ordening. Van 2016 tot 2020 was Matthieu fractiesecretaris voor Groen in het Brussels Hoofdstedelijk Parlement en van 2016 tot 2019 leidde ze ook het Europees netwerk van Groen.
Matthieu was in oktober 2012 kandidaat bij de gemeenteraadsverkiezingen van Gent en legde in januari 2013 als opvolger de eed af als gemeenteraadslid van Gent, een functie die ze uitoefende tot in januari 2025. In de gemeenteraad was ze van 2019 tot 2020 voorzitter van de Groen-fractie. Na de gemeenteraadsverkiezingen van oktober 2024 besloot Matthieu haar zetel in de gemeenteraad niet op te nemen om zich te concentreren op haar mandaat in het Europees Parlement.
Bij de Europese verkiezingen van 26 mei 2019 stond Sara Matthieu als eerste opvolger op de Groen-lijst. In oktober 2020 kwam Matthieu effectief in het Europees Parlement terecht als opvolger van Petra De Sutter, die vicepremier werd in de federale regering-De Croo. Ze werd in het Europees Parlement vast lid van de commissie Internationale Handel, van 2020 tot 2022 plaatsvervangend en nadien van 2022 tot 2024 effectief lid van de commissies Werkgelegenheid en Sociale Zaken en plaatsvervangster in de commissie Milieubeheer, Volksgezondheid en Voedselveiligheid. In juni 2024 voerde ze de Europese lijst voor haar partij aan en werd ze herkozen in het Europees Parlement. In de legislatuur 2024-2029 werd ze er vast lid in de commissie Industrie, Onderzoek en Energie en plaatsvervanger in de commissie Werkgelegenheid en Sociale Zaken en de commissie Milieubeheer, Volksgezondheid en Gezin.